# آبشار رورینگ فورک
آبشار رورینگ فورک (به انگلیسی: Roaring Fork Falls) آبشاری است که در جنگل ملی پیزگاه، کارولینای شمالی، ایالات ماحده آمریکا واقع شده و ارتفاع کلی ریزشگاه آن ۴۵ فوت (۱۴ متر) - disputed است.